# 村瀬重治
村瀬 重治（むらせ しげはる）は、安土桃山時代から江戸時代初期の武将。

## 生涯
磯貝氏を称した父は織田信長に仕えた。幼いころより信長次男の織田信雄に仕え、主命で村瀬氏に苗字を改める。慶長5年（1600年）徳川家康らが会津征伐に出陣すると、家康に心を寄せる信雄の使者として星合具泰とともに東国へ送られるが、その途上小田原で石田三成らの挙兵を知る。具泰は信雄の下へ帰還し、自らは家康に対面してから引き返した。その途上、三河刈谷城で水野勝成と合流し、大垣城の戦いに参戦して武功を挙げた。以後は家康に従って3000石を領する。慶長19年（1614年）からは徳川秀忠に仕えて使番となり、同年の大坂冬の陣に従軍した。翌夏の陣では水野勝成隊に属した。元和6年（1620年）徳川頼房の御附家老に抜擢されて1万石。旧領は子の重次と重俊に分知された。子らはいずれも江戸幕府旗本として別家を立てたため、死後に水戸家からの封禄は収公された。